# Giorgi Gogshelidze
Giorgi Gogshelidze, né le 7 novembre 1979 à Gori (Union soviétique), est un lutteur libre géorgien.

## Biographie
Il concourt pour la Russie jusqu'en 2004.
Il est médaillé de bronze aux Jeux olympiques d'été de 2008 à Pékin en catégorie des moins de 96 kg. Le 12 août 2012, il obtient la médaille de bronze aux Jeux olympiques de Londres dans la même catégorie.